# ريمي بيرير
ريمي بيرير (بالفرنسية: Rémy Perrier)‏ هو عالم حيوانات فرنسي، ولد في 14 يونيو 1861 في تيل (فرنسا) في فرنسا، وتوفي في 27 يونيو 1936 في Naves, Corrèze ‏ في فرنسا.